# Museo della Slesia (Opava)
Il Museo della Slesia è un museo di storia, di etnologia e giardino botanico di Opava, Repubblica Ceca. È stato fondato il 1º maggio 1814 ed è oggi il più antico museo nella Repubblica Ceca.
Il museo raccoglie collezioni di materiale etnologico e archeologico, comprese le piante e gli animali imbalsamati collegati alla preistoria e la storia della Repubblica e all'origine austriaca della Slesia e Moravia; il museo possiede anche un reparto d'arte con le opere degli artisti austriaci ed europei.